# 小林淳子
小林 淳子（こばやし じゅんこ、1970年6月2日 - ）は、北日本放送の社員。元アナウンサー。岡山県玉野市出身。血液型A型。旧姓・田中。
玉野市立宇野小学校、玉野市立宇野中学校、岡山県立玉野高等学校、武庫川女子大学短期大学部を経て、立命館大学産業社会学部を卒業後、1993年にKNB入社。ズームイン!!朝!、ズームイン!!SUPERで富山県担当キャスターとして活動した。
2020年に第41回NNSアナウンス大賞ラジオ部門大賞を受賞。
高校生の時に軟式テニスで県大会一位の成績を残している。
2022年に一時期病気療養していたが、アナウンサー職を離れ2023年4月より他部署へ異動した。

## 担当番組

### 過去の担当番組
テレビ
- 相本商店テレビ支店 小林でスミマセン
- ズームイン!!朝!
- ズームイン!!SUPER
- KNBわいどプラス1
- いっちゃん☆KNB - MC
  - 前半部 全曜日担当（2007年10月1日 - 2008年10月3日）
  - 後半部 全曜日担当（2008年10月6日 - 2012年3月30日）
  - 前半部 木・金曜担当（2021年4月1日 - 2022年4月1日）
- KNBニュース
- いっちゃん☆KNB（ランキング☆LIVE）

ラジオ
- コンビニラジオ相本商店いらっしゃいませ〜
- おかしな惑星
- 続★おかしな惑星
- 新★おかしな惑星
- 数家直樹の気晴らしパスタイム
- KNBヒットchatまゆじゅん
- でるラジ（月～木曜日担当）
- とれたてワイド朝生!（月曜日～水曜日）
- 北陸新幹線で行く!いい旅ラジオ旅（水曜、北日本放送制作分）
- KNBニュース
- KNBモーニングすくらんぶる（火曜日）